# Gateway, Inc.
Gateway, Inc. — американська компанія, що спеціалізується на виробництві персональних комп'ютерів, ноутбуків, моніторів та іншої електроніки. Заснована у 1985 році Тедом Вейтом, компанія швидко здобула популярність завдяки своїм інноваційним рішенням та унікальному дизайну упаковки, схожому на плямисту корову.

## Історія

### Заснування та розвиток
Gateway була заснована в Сіу-Сіті, Айова, у 1985 році Тедом Вейтом, який бачив перспективу в продажі комп'ютерів через поштові замовлення. Унікальність компанії підкреслювала її маркетингова стратегія, зокрема використання упаковки з чорно-білим малюнком, схожим на плямисту корову.
Протягом 1990-х років Gateway активно розширювала свою діяльність, відкриваючи магазини по всій США та виходячи на міжнародні ринки. У цей період компанія була одним із провідних виробників персональних комп'ютерів.

### Злиття з Acer
У 2007 році Gateway була придбана тайванською компанією Acer за $710 мільйонів. Після цього Gateway стала дочірнім брендом Acer, орієнтуючись на споживчий сегмент.

## Продукція
Gateway відома своїми надійними персональними комп'ютерами, ноутбуками, моніторами та аксесуарами. Компанія також експериментувала з іншими продуктами, такими як телевізори та медіаплеєри.

## Цікаві факти
- Gateway використовувала образ корови як символ своєї ідентичності, підкреслюючи зв'язок із фермерським корінням Айови.
- Компанія була однією з перших, хто запропонував клієнтам налаштування конфігурації комп'ютера перед покупкою.